# Recensement de la population
« Recensement » redirige ici. Pour les autres significations, voir Recensement (homonymie).
Le recensement (du latin recensere, « passer en revue ») est une opération statistique de dénombrement d'une population. Les recensements démographiques existent depuis l'Antiquité (Chine, Égypte, Hébreux que la Bible mentionne à plusieurs reprises ; Rome), mais leur signification ainsi que leurs méthodes ont évolué.
Ils ne sont mis en œuvre de façon systématique qu'à partir du XVIe siècle et plus encore avec l'avènement de l'État-nation dont ils servent divers objectifs : notamment la conscription militaire, la répartition de l'impôt, la connaissance du nombre et des richesses de la population.
Au XXIe siècle, les recensements sont surtout des outils d'aide à la prévision économique. Outre le nombre d'habitants, ils recueillent d'autres caractéristiques comme l'âge, la profession, les conditions de logement, les déplacements domicile-travail ou domicile-études, les modes de transport et, ce qui apparaît aujourd'hui comme une évidence mais ne l'était pas naguère[Quand ?][réf. souhaitée], leur nom et prénom. D'autres données personnelles sont parfois collectées, comme la religion, la langue, ou, comme c'est le cas aux États-Unis, l'identification des personnes interrogées à une « race ».

Carte du monde indiquant les plus récents recensements dans chaque pays.

## Histoire

### Sous l'Antiquité
Les premiers recensements connus sont organisés en Égypte, sous les Pharaons, et en Chine (le premier aurait eu lieu il y a 4 000 ans, le plus célèbre ayant été ordonné par la dynastie des Han en l'an 2 afin de compter la population — 57 671 400 habitants mais en cette occasion seules les familles imposables avaient été prises en compte —, déterminer les revenus et le nombre de soldats mobilisables).
L'Ancien Testament évoque, à plusieurs reprises, le dénombrement des hommes, qui doit obéir à des règles strictes, dictées à Moïse dans le Livre des Nombres (Bemidbar, chapitre I, 1-46 et II, 3-34).
Le roi David (vers le Xe siècle av. J.-C.) aurait ainsi effectué un recensement, afin de comptabiliser le nombre de soldats mobilisables. Toutefois, l'Ancien Testament raconte qu'il fut puni par Dieu pour ce fait (II Samuel, Chapitre XXIV, 1-9).

#### Cens et censeurs de la Rome Antique

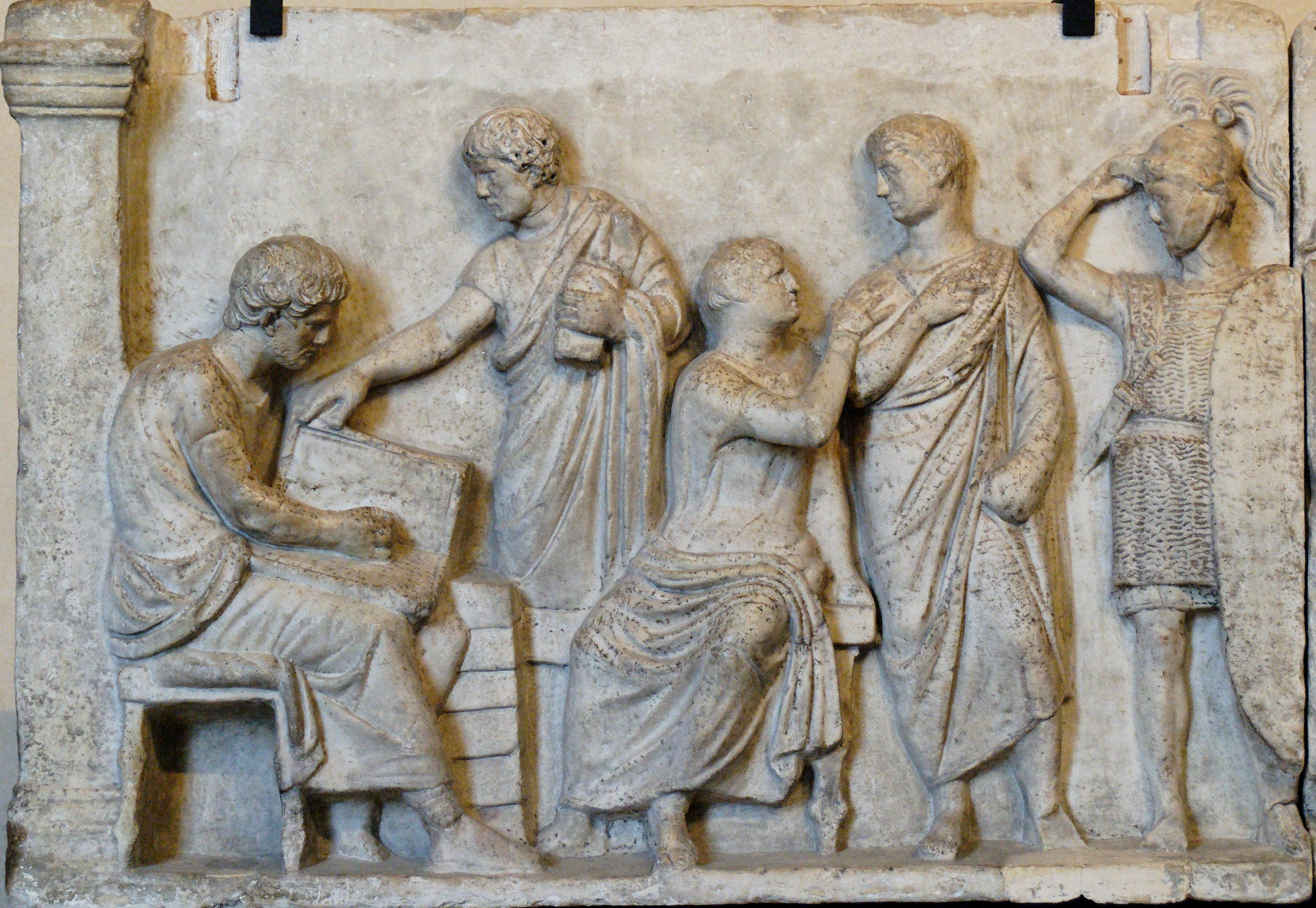
Bas-relief de l'autel de Domitius Ahenobarbus, représentant une opération de recensement : un employé assis enregistre la déclaration d'un citoyen, tandis que le censeur en mettant la main sur l'épaule d'un citoyen l'affecte dans une centurie militaire.

Sous les Romains, le recensement existe, mais avec une fonction bien différente. Le cens, qui devient une institution fondamentale de la République romaine, est en effet lié à la « censure » (exercée par un magistrat spécialisé, le censeur) et à la surveillance des mœurs.
La plus ancienne loi romaine connue sur l'état civil est prise vers 550 av. J.-C. par Servius Tullius : les naissances des citoyens sont déclarées au gardien du trésor du temple de Junon Lucina, les décès à celui du temple de Libitina et la prise de la toge virile à celui du temple de la jeunesse.
Sous la République, le cens organise le peuple (populus) en un corps civique structuré et hiérarchisé. À chaque citoyen, le censeur attribue un rang permettant de préciser sa dignité, ses droits et ses devoirs envers la cité. Ce rang dépend essentiellement du patrimoine foncier.
Par ailleurs, certains des groupes de premiers chrétiens, au risque de la persécution, recensent leurs baptisés dans des livres évoqués par Grégoire de Nysse, Grégoire de Nazianze, ou encore par les actes du concile de Soissons (en 853) ou dans ceux du 4e concile de Carthage, dans la règle de Chrodegang, évêque de Metz (en 762), etc.
Le recensement effectué en Judée sous Quirinius, gouverneur de Syrie, est resté célèbre en raison des controverses sur sa coïncidence avec le recensement évoqué dans l'évangile selon Luc (2,2), au moment de la naissance de Jésus-Christ.

### Au Moyen Âge et à l'Époque Moderne
Au Moyen Âge les recensements en Europe traversent une période d'éclipse relative, malgré quelques exemples comme le Domesday Book de 1086 de Guillaume le Conquérant, ou celui effectué en 1183 dans le royaume de Jérusalem afin d'évaluer les forces du royaume en vue d'une éventuelle invasion de Saladin. Au Moyen-Orient, le deuxième calife de l'islam, Omar ibn al-Khattâb (VIIe siècle), organise lui aussi un recensement. 
Les recensements reviennent à l'ordre du jour à partir du milieu du XVIe siècle. Ils visent principalement deux objectifs : d'abord, connaître la répartition des croyants. Ainsi, Calvin établit à Genève l'enregistrement obligatoire des baptêmes, une disposition reprise par le catholicisme au concile de Trente (1563). Ensuite, ils sont utilisés par les rois afin de connaître la richesse de leur territoire et de leur population.
Ainsi, selon Gramaye, Sanderus ou L. Guicciardini, on compte et note, à certaines époques, le nombre de personnes se présentant à la communion à Pâques. Puis le Concile de Trente (session 24) ordonne (avec un succès très relatif) de tenir dans chaque église curiale des « Registres des baptesmes, mariages et personnes mortes ». L'Édit perpétuel [Quoi ?] du 12 juillet 1611 renforce l'habitude de tenir des registres plus exacts.
Parallèlement, après deux recensements en 1591 et 1717, la couronne de Castille organise ainsi un nouveau recensement minutieux, le cadastre d'Ensenada, en 1747. De façon analogue, le Royaume de Suède ordonne à l'Église de Suède d'effectuer les premiers recensements en 1686, avant d'établir un bureau spécialisé, la Tabellverket (Bureau des Tables), en 1749. Les premiers recensements suédois, étudiés par l'historien Eli Heckscher (1879-1952), servent notamment à s'assurer de la pratique du luthéranisme ainsi qu'à compter le nombre d'hommes mobilisables.
Dans le royaume de France (cf. aussi infra), l'ordonnance de Villers-Cotterêts de 1539, qui concerne les baptêmes et sépultures, rend obligatoire la tenue des registres paroissiaux, jusqu'ici encore rares. L'Ordonnance de Blois (1579) ordonne la transmission de ces registres à l'État, qui centralise ces données par le cabinet d'archives créé en 1595 par Sully.
Après la Révolution de 1789, un décret du Directoire, du 29 prairial an IV, fait passer ce devoir d'enregistrement aux communes, instaurant ainsi l'état civil laïc. Certaines familles tenaient aussi des livres de familles, notamment les familles juives, où étaient inscrits les naissances, alliances, décès de leurs membres, ainsi que divers autres évènements.
Lié à l'avènement de la statistique et effectués sur le modèle des livres de compte des marchands, l'idée d'effectuer des recensements réapparait ainsi à l'Époque moderne, chez des auteurs comme Bodin, Juste Lipse ou Montchrestien, dans le sillage de la littérature sur la raison d'État puis du mercantilisme. Celui-là considérait en effet la population comme une richesse de l'État qu'il convenait de préserver voire d'augmenter.

### Incas
L'Empire Inca effectue également des recensements, enregistrés sur les quipus, ces cordelettes de couleur dont les nœuds fondent un système de calcul. Cette modalité très particulière d'enregistrement du recensement fut aussi utilisée après la colonisation, parallèlement aux moyens occidentaux (registres de papier).

## Australie
Le recensement de la population en Australie (en anglais Australian Census) est réalisé tous les cinq ans par le Bureau australien des statistiques, situé à Canberra. Le dernier recensement a été effectué en 2021. La participation au recensement est obligatoire.

## Belgique
En Belgique, proclamée indépendante en 1830, le premier recensement fut organisé en 1846 par le « Bureau de Statistique Générale » et la « Commission centrale de Statistique » sous la direction d'Adolphe Quetelet, célèbre statisticien. Le mode de travail était largement inspiré du recensement de 1829 sous le régime néerlandais. Les résultats étaient cumulés par commune. Le recensement suivant date de 1856 et une loi prévoyait dès lors l'organisation de l'enquête tous les dix ans.
Le dernier recensement fut tenu le 1er mars 1991. À la suite d'une modification de la loi, il fut ensuite aboli. Le 1er octobre 2001, l'Institut national de statistique organisait une dernière « Enquête socio-économique générale », adressée à toutes les personnes inscrites dans le registre de la population à ce moment. Le taux de participation pour cette dernière enquête s'élevait à 96,9 %, supérieur de trois pour cent à celui du dernier recensement classique de 1991.
Dès le recensement de 1846, on enquêtait sur l'usage de la langue parlée ; à partir de 1866, sur la connaissance et l'usage d'autres langues (le recensement linguistique). Cette partie du recensement qui deviendra sujet de controverse politique entre les communautés néerlandophone et francophone du pays au début du XXe siècle, fut réalisée pour la dernière fois en 1947, pour être abolie en 1962 quand la frontière linguistique fut établie. Depuis, il n'y a plus de statistiques officielles disponibles sur l'usage et la connaissance des langues en Belgique.
Liste des recensements en Belgique :
- 15 octobre 1846 ;
- 31 décembre 1856 ;
- 31 décembre 1866 ;
- 31 décembre 1880 ;
- 31 décembre 1890 ;
- 31 décembre 1900 ;
- 31 décembre 1910 ;
- 31 décembre 1920 ;
- 31 décembre 1930 ;
- 31 décembre 1947 (le recensement prévu en 1940 fut annulé à cause de la Seconde Guerre mondiale) ;
- 31 décembre 1960 ;
- 31 décembre 1970 ;
- 1er mars 1981 ;
- 1er mars 1991 ;
- 1er mars 2001.

## Canada
Au Canada, les recensements sont organisés par Statistique Canada.
Les recensements sont effectués tous les cinq ans, soit la première et la sixième année de chaque décennie.
Bien que depuis 2006, la procédure de recensement favorise les questionnaires en ligne, il est encore possible de faire la demande pour remplir un questionnaire papier.

## France
Le recensement de la population en France permet d'établir le nombre officiel d'habitants de chaque commune française. Ce nombre est indispensable à l'application de 351 articles législatifs de 28 codes différents. En particulier, il permet le calcul : 
- de la dotation globale de fonctionnement (DGF) d'une commune[12], élément essentiel de ses ressources financières ;
- du nombre de conseillers municipaux ;
- des indemnités versées aux maires et adjoints au maire.

Ce nombre est également nécessaire à la gestion des communes pour :
- la détermination du mode de scrutin ;
- les implantations d'officines de pharmacie, des débits de tabac ou de boissons[13] ;
- les barèmes de certaines taxes (la publicité, les jeux, les spectacles, les débits de boissons) ;
- la réglementation de l'affichage urbain.

En 2025, les dates du recensement sont les suivantes : 
Pour les communes de moins de 10 000 habitants :
- du 16 janvier au 15 février en France métropolitaine, aux Antilles et en Guyane ;
- du 30 janvier  au 1er  mars à La Réunion.

Pour les communes de  10 000 habitants ou plus :
- du 16 janvier au 22 février en France métropolitaine, aux Antilles et en Guyane ;
- du 30 janvier au 8 mars à La Réunion.

### Historique
En 1328 se produit le premier recensement à l'échelon national : « L'État des paroisses et des feux ». Il est réalisé pour des raisons essentiellement fiscales. Le résultat montre que la population française est à cette époque de 16 à 17 millions d'habitants, alors que la population italienne est de 8 à 10 millions et la population anglaise de 3 à 3,5 millions.
En 1667, Louis XIV édicte l'Ordonnance de Saint-Germain-en-Laye, qui recommande d'établir un double registre d'état civil, à des fins de dénombrement de la population française.
Sous l'Ancien Régime, les dénombrements sont exprimés en « feux », ce mot étant pris dans le sens foyer, famille. Pour estimer le nombre d'habitants d'après celui donné en feux, on peut appliquer un coefficient multiplicateur de 3 à 5. Certains dénombrements donnaient le nombre de gabellants (sujets de 8 ans et plus), la gabelle étant un impôt sur le sel. Vauban est un ardent organisateur de dénombrements. Dès 1790, la notion de feu disparait.
Avant la Révolution française, très peu de recensements sont organisés sur l’ensemble du territoire. On peut citer celui du libraire Claude-Marin Saugrain, « Dénombrement du Royaume » (publié en 1709 et réactualisé en 1720) et celui de l'abbé Jean-Joseph Expilly (vers 1760) « Dictionnaire géographique, historique et politique des Gaules et de la France ».
Depuis 1801, un recensement général de la population est organisé tous les cinq ans, jusqu'en 1946 (sauf quelques-uns supprimés ou retardés en temps de guerre). L'opération étant jugée trop coûteuse et difficile à organiser, les gouvernements successifs ont essayé d'espacer la date du recensement suivant. Les deux précédents recensements généraux ont eu lieu en 1990 et en 1999. Cet intervalle de neuf ans était trop long. Désormais un recensement partiel a lieu chaque année, de façon que toutes les communes soient couvertes dans un cycle de cinq ans. Mayotte est le dernier département français ayant fait l'objet d'un recensement général de la population en 2017.

### Modalités
En France, depuis 1946, le dénombrement de la population est organisé par l'Institut national de la statistique et des études économiques (Insee). La méthode de recensement a changé en 2004. Il est désormais annuel, et fondé sur des estimations, alors qu'il était auparavant fondé sur un comptage exhaustif (effectué par des visites à domicile) et organisé tous les huit ou neuf ans. Le recensement général de la population de 1999 aura ainsi été le dernier recensement concernant toute la population en même temps. Depuis 2004, avec la mise en place d'un recensement annuel tournant, tous les habitants ne sont plus recensés la même année :
- les communes de moins de 10 000 habitants réalisent désormais une enquête de recensement exhaustive tous les 5 ans, à raison d'un cinquième des communes chaque année ;
- les communes de 10 000 habitants ou plus réalisent tous les ans une enquête par sondage, auprès d'un échantillon de 8 % des logements. La collecte s'effectue en janvier et en février (en février et mars à la Réunion). Les 25 000 agents recenseurs déposent une notice internet permettant une réponse en ligne, ou des questionnaires papier si une réponse en ligne est impossible.

### Publication
- Les données du recensement sont consultables sur le site de l'Insee (synthèses et données plus détaillées).
- Le site officiel du recensement de la population : https://www.le-recensement-et-moi.fr/

## Inde
Début avril 2010, plus de deux millions de fonctionnaires indiens sont envoyés en campagne de recensement décennal de la population nationale. Les données biométriques seront recueillies auprès des citoyens de plus de 15 ans. À l'issue de ce recensement, les citoyens majeurs seront immatriculés avec une carte et un numéro d'identité nationale. Ce recensement est quantitativement le plus important de l'histoire de l'humanité.

## Japon
Une première approche de recensement national : le registre des familles, a été mise en place au Japon, en 1872, par le gouvernement de Meiji, premier gouvernement national de l'empire du Japon. Le premier recensement national de la population japonaise a été réalisé en 1920, suivant les directives d'une loi promulguée en 1902. Une enquête démographique a été effectuée tous les cinq ans depuis. La loi sur les statistiques de 1947, révisée en 2007, précise les modalités du processus de recensement et du traitement des données, et fixe à tous les dix ans la périodicité du recensement à grande échelle. En 2015, le recensement national a été conduit par le bureau des statistiques du ministère des Affaires intérieures et des Communications, il a mobilisé 700 000 agents recenseurs dans tout le pays. Le questionnaire utilisé pour la récolte des informations a aussi été diffusé via internet, afin d'améliorer le taux de réponses, en diminution du fait, notamment, de la généralisation des dispositifs de contrôle d'accès physique à l'intérieur des habitations collectives,.

## Maroc
Le recensement de la population au Maroc, officiellement nommé recensement général de la population et de l'habitat (RGPH), est un recensement ayant lieu tous les dix ans dans le Royaume. Il est établi sous la responsabilité du Haut-Commissariat au plan.
Ses résultats sont articulés autour de six thèmes : démographie, handicap, éducation, langue, activité, habitat.
Les données sont organisées en différents niveaux géographiques :
- le « district de recensement » comprend quelques centaines de personnes. C'est le niveau élémentaire de collecte et de stockage ;